# Марянка (гміна Мінськ-Мазовецький)
Марянка (пол. Marianka) — село в Польщі, у гміні Мінськ-Мазовецький Мінського повіту Мазовецького воєводства.
Населення — 515 осіб (2011).
У 1975-1998 роках село належало до Седлецького воєводства.

## Демографія
Демографічна структура станом на 31 березня 2011 року:
|          | Загалом | Допрацездатний вік | Працездатний вік | Постпрацездатний вік |
| -------- | ------- | ------------------ | ---------------- | -------------------- |
| Чоловіки | 262     | 58                 | 186              | 18                   |
| Жінки    | 253     | 49                 | 153              | 51                   |
| Разом    | 515     | 107                | 339              | 69                   |